# Ermita de la Virgen de la Vega (Alcalá de la Selva)
La ermita de la Virgen de la Vega es un edificio situado en el municipio español de Alcalá de la Selva, en la provincia de Teruel.

## Descripción
El edificio se encuentra en el municipio español de Alcalá de la Selva, perteneciente a la provincia de Teruel, en la comunidad autónoma de Aragón. Hacia mediados del siglo XIX, concurrían a ella a adorar a la virgen tanto los vecinos de Alcalá de la Selva como los de los lugares del entorno ―incluidos los de Gúdar, Linares y Valdelinares―; el 8 de septiembre ascendían a tributarle sus adoraciones y ofrendas y a lo largo del mes de mayo se acercaban para celebrar una rogativa o romería. El templo aparece descrito en el primer volumen del Diccionario geográfico-estadístico-histórico de España y sus posesiones de Ultramar de Pascual Madoz, en la entrada correspondiente a Alcalá de la Selva, con las siguientes palabras:

y á 1/2 hora de dist. de la v. al estremo de una hermosa vega de figura circular, por cuyo centro pasa el mencionado r. de Valbona, el santuario llamado de Ntra. Sra. de la Vega, y al rededor de él 13 ó 14 casas de campo con deliciosos prados formando un sitio muy pintoresco, particularmente en las estaciones de la primavera y el verano. El edificio es magnífico y espacioso, con diferentes habitaciones para hospedar á los que allí concurren. La igl. de órden corintió en su arquitectura consta de 3 naves con varios altares de muy buen gusto. Sensible es que conducidos los devotos vec. de Alcalá por el deseo de adornar mas su templo predilecto, no tuviesen mejor acierto en la eleccion del pintor, que en el año de 1828 cubrió sus ligeras bóvedas y paredes con pinturas ejecutadas por mano torpe. La veneracion que asi los alcalainos como los hab. de los pueblos del contorno profesan á la titular es la mayor; todos concurren á tributarle sus adoraciones y ofrendas el dia 8 de setiembre en que se celebra la fiesta, y en el mes de mayo los de Gudar, Linares y Valdelinares hacen una rogativa ó romeria. Cuando alguna calamidad pública aflije á los vec., trasladan la imágen á la parr. de la v. en solemne procesion, asistiendo los tres pueblos mencionados que tienen herm. con aquella, pero para ello se necesita espresa licencia del ordinario.
(Madoz, 1845, p. 372)